# Rezerwat przyrody Kąty Rybackie
Rezerwat przyrody „Kąty Rybackie” – rezerwat przyrody faunistyczny ptaków (dawniej: ornitologiczny) na Mierzei Wiślanej, na terenie gminy Sztutowo. Został utworzony w 1957 roku i początkowo zajmował powierzchnię 10,79 ha; w 2000 roku rozszerzono go do 102,54 ha oraz utworzono otulinę o powierzchni 62,86 ha. Rezerwat leży w granicach Parku Krajobrazowego „Mierzeja Wiślana” i obszaru Natura 2000 Zalew Wiślany i Mierzeja Wiślana PLH280007.
Ochronie w rezerwacie podlega kolonia lęgowa kormoranów (jest to największa kolonia kormoranów w Polsce i jedna z największych w Europie) i czapli siwych (druga co do wielkości w Polsce). Rezerwat tworzy drzewostan sosnowy, przeważnie w wieku 120–160 lat. W najstarszej części rezerwatu, po systematycznej wycince drzew zniszczonych przez kormorany, powtórnie sadzone są sosny. Runo, początkowo charakterystyczne dla boru bażynowego, zmienia się po zasiedleniu drzew przez kormorany – początkowo rośliny ulegają zniszczeniu, po czym następuje masowa kolonizacja gatunkami tolerującymi intensywne nawożenie guanem, głównie nitrofitami (np. bez koralowy, gwiazdnica pospolita, trzcinnik piaskowy).
W rezerwacie występuje niewiele chronionych gatunków roślin naczyniowych, przede wszystkim turzyca piaskowa.